# Chelostoma phaceliae
Chelostoma phaceliae är en biart som beskrevs av Michener 1938. Chelostoma phaceliae ingår i släktet blomsovarbin, och familjen buksamlarbin. Inga underarter finns listade i Catalogue of Life.